# Pokémon Yellow
Pokémon Yellow: Special Pikachu Edition (ポケットモンスターピカチュウ, Poketto Monsutā Pikachū, tradução: Monstros de Bolso Pikachu), mais conhecido como Pokémon Yellow Version, lançado no Brasil oficialmente como Pokémon Amarelo: Edição Especial Pikachu, é um jogo eletrônico de RPG de 1998, desenvolvido pela Game Freak e publicado pela Nintendo para o Game Boy Color. É uma versão aprimorada do Pokémon Red e Blue e faz parte da primeira geração da série de jogos eletrônicos Pokémon. Foi lançado pela primeira vez no Japão em 12 de setembro de 1998, na Austrália e na América do Norte em 1999 e na Europa em 2000. Junto com o lançamento de Pokémon Yellow, uma edição especial do Game Boy Color amarelo com o tema Pokémon também foi lançado. Pokémon Yellow é vagamente baseado no anime.
Recriações de Pokémon Yellow, intitulado Pokémon: Let's Go, Pikachu! e Let's Go, Eevee!, Foram lançados para o Nintendo Switch em 2018, o 20º aniversário do lançamento de Yellow no Japão.

## Jogabilidade
Pokémon Yellow é uma versão aprimorada dos jogos Pokémon Red e Blue para Game Boy. Tal como os seus antecessores, é uma terceira pessoa, em perspectiva por cima e consiste em três telas básicos: um jogo aberto, em que o jogador navega o personagem principal; uma tela de batalha; e uma interface de menu, na qual o jogador configura seu grupo de Pokémon, itens ou configurações de jogo. O jogador usa seu Pokémon para lutar contra outro Pokémon. Quando o jogador encontra um Pokémon selvagem ou é desafiado por um treinador, a tela muda para um jogo baseado em turnos para tela de batalha que exibe o Pokémon engajado. Durante a batalha, o jogador pode selecionar um de até quatro movimentos para seu Pokémon usar, usar um item, trocar seu Pokémon ativo ou tentar fugir. Pokémon têm pontos de saúde (HP); quando o HP de um Pokémon é reduzido a zero, ele desmaia e não pode mais lutar até que seja revivido. Quando um Pokémon inimigo desmaia, o Pokémon do jogador envolvido na batalha recebe um certo número de pontos de experiência (EXP). Depois de acumular EXP suficiente, um Pokémon sobe de nível. O nível de um Pokémon determina suas propriedades físicas, como as estatísticas de batalha adquiridas e os movimentos aprendidos.
Capturando Pokémon é outro elemento essencial do jogo. Durante a batalha com um Pokémon selvagem, o jogador pode lançar uma Pokébola nele. Se o Pokémon for capturado com sucesso, ele passará a ser propriedade do jogador. Fatores na taxa de sucesso de captura incluem o HP do Pokémon alvo e o tipo de Pokébola usada: quanto menor o HP do alvo e mais forte a Pokébola, maior a taxa de sucesso de captura. O objetivo final dos jogos é completar as entradas na Pokédex, uma enciclopédia Pokémon abrangente, capturando, evoluindo e negociando para obter todas as 151 criaturas. Pokémon Yellow permite aos jogadores trocar Pokémon entre dois cartuchos por meio de um Cabo Game Link, incluindo os jogos anteriores Pokémon Red e Blue. Este método de troca deve ser feito para completar totalmente o Pokédex, uma vez que cada um dos jogos possui uma versão exclusiva de Pokémon. O Cabo Link também torna possível lutar contra o time Pokémon de outro jogador.
Pokémon Yellow apresenta vários aprimoramentos e mudanças. Incluindo a inclusão abaixo mencionada de Pikachu como o único Pokémon disponível para começar, Pikachu recebe uma voz e uma personalidade únicas em relação a outros Pokémon. Ele segue o jogador no mundo superior e pode ser examinado falando com ele pressionando. A quando o personagem do mundo superior está enfrentando Pikachu. Embora inicialmente tenha uma opinião indiferente sobre o jogador, pode passar a amá-los ou odiá-los com base nas ações do jogador; subir de nível manterá Pikachu feliz, enquanto desmaiar com frequência o deixará infeliz. Esse recurso aprimorado seria usado novamente em Pokémon HeartGold e SoulSilver, as recriações de Pokémon Gold e Silver e Pokémon: Let's Go, Pikachu! e Let's Go, Eevee!, as recriações de Pokémon Yellow. Existe uma área em Pokémon Yellow que apresenta um mini-jogo "Surfing Pikachu". Para jogar, os jogadores devem ter um Pikachu que possa aprender "Surf", um ataque baseado na água. Na época, os jogadores só podiam fazer isso vencendo um concurso para obter um "Pikachu Surf". No entanto, se os jogadores usarem seu Pikachu de Yellow no Pokémon Stadium e vencerem um determinado modo nas circunstâncias adequadas, eles são recompensados com o movimento Surf, que pode ser usado tanto na batalha, fora da batalha, quanto nos mini-jogos. Pokémon Yellow melhorou ligeiramente os gráficos de seus predecessores e pode imprimir entradas Pokédex em adesivos usando a Game Boy Printer.

## Enredo
Como Pokémon Red e Blue, Yellow ocorre na região de Kanto, que possui habitats para 151 espécies de Pokémon. Os objetivos também permanecem os mesmos, embora existam algumas diferenças ao longo do caminho. Por exemplo, no início, o jogador não tem a opção de escolher um dos três Pokémon iniciais. Em vez disso, um Pikachu selvagem que o Professor Carvalho pega torna-se o Pokémon inicial do jogador, enquanto o personagem rival pega um Eevee. O enredo é vagamente baseado na saga Indigo League do anime, e apresenta personagens que não foram apresentados no jogo ou foram aprimorados para se parecerem com seus designs usados no anime, incluindo Jessie, James, Meowth, Enfermeira Joy e Oficial Jenny. Semelhante ao anime, Pikachu se recusa a evoluir. Os jogadores também têm a oportunidade de obter as três entradas originais. À medida que os jogadores seguem em busca, eles progridem gradualmente pegando Pokémon para o Pokédex que eles usam para derrotar os oito Líderes de Ginásio e eventualmente, o Elite dos Quatro, o tempo todo lutando contra a Equipe Rocket, uma gangue dedicada a usar Pokémon para se tornarem mais poderosos. No momento do encontro com a Elite dos Quatro, o jogador teve a oportunidade de capturar 149 tipos de Pokémon; no pós-jogo, após a derrota do Elite dos Quatro, o jogador pode entrar na Cerulean Cave, onde Mewtwo, o último Pokémon da jogabilidade regular, pode ser encontrado, batalhado e capturado. O último Pokémon no Pokédex, Mew, não pode ser capturado durante o jogo normal, embora a exploração de bugs torne isso possível.

## Desenvolvimento
Pokémon Yellow foi desenvolvido pela Game Freak e começou o desenvolvimento após a conclusão da versão apenas em japonês do Pokémon Blue, que por sua vez seguia as versões apenas em japonês do Pokémon Red e Green.

### Pokémon Pink
Em 11 de abril de 2020, referências a um build desconhecido Pink para Pokémon Yellow foram descobertas em seu código-fonte após um vazamento do código-fonte, levando muitos fãs a acreditar que uma versão complementar deveria ser lançada junto com Yellow. No entanto, não se sabe se havia ou não planos para uma versão Pink ou qual Pokémon teria sido seu mascote, embora se especule que seja Jigglypuff ou Clefairy.

## Lançamento
O lançamento de Pokémon Yellow foi feito para coincidir com o lançamento de Pokémon: The First Movie. O futuro presidente da Nintendo, Satoru Iwata, comentou mais tarde que as pessoas provavelmente achavam que Yellow era desnecessário devido ao lançamento de Pokémon Gold e Silver, que estava programado para ser lançado no mesmo ano. Foi lançado no Japão em 12 de setembro de 1998, na Austrália, em 3 de setembro de 1999, na América do Norte em 19 de outubro de 1999, e na Europa em 16 de junho de 2000. Foi publicado pela Nintendo. Um pacote Game Boy Color com o tema Pikachu foi lançado na América do Norte em 25 de outubro de 1999. Para promover o lançamento do Pokémon Yellow, a Volkswagen e a Nintendo colaboraram para criar um Volkswagen New Beetle amarelo com alguns de seus recursos inspirados no Pikachu. Nintendo World Report listou Pokémon Yellow como um dos lançamentos portáteis notáveis em 1999. Pokémon Yellow foi o último título publicado pela Nintendo lançado para o Game Boy original na América do Norte e Europa.

### Relançamento
Durante a apresentação do Nintendo Direct em 12 de novembro de 2015, foi anunciado que Pokémon Yellow, ao lado de Red e Blue, seria lançado para o serviço Virtual Console de Nintendo 3DS em 27 de fevereiro de 2016 para marcar o 20º aniversário da franquia Pokémon . Além de manter seus gráficos e músicas originais, todos os três jogos apresentam funcionalidade sem fio local para permitir a negociação e batalhar com outros jogadores devido ao uso de comunicação sem fio do 3DS. O jogo foi fornecido com uma versão amarela especial do Nintendo 2DS no Japão. Enquanto as versões internacionais do jogo eram um título Game Boy Color, a versão japonesa só foi lançada em seu formato Game Boy preto e branco, uma vez que foi originalmente lançada no Japão cerca de um mês antes do Game Boy Color naquela região. Os recursos da Game Boy Printer não funcionam na versão do Virtual Console de 3DS do Pokémon Yellow. A versão do Virtual Console é compatível com o Pokémon Bank, permitindo aos jogadores transferir suas criaturas capturadas para o Pokémon Sun e Moon.

## Recepção

### Recepção crítica
Pokémon Yellow foi bem recebido pela crítica, detendo uma pontuação agregada de 85% da GameRankings com base em 16 análises, tornando-o o quinto jogo de Game Boy com melhor classificação de todos os tempos. Nintendo Power deu um 8 de 10, enquanto Game Informer deu um 6,5 de 10. Electric Playground deu 7,5 de 10. O Sarasota Herald-Tribune recomendou Yellow como um bom jogo para crianças. RPGFan o chamou de "tão revoltantemente viciante que qualquer jogador dele não tem escolha a não ser pegar todos". Eles também chamam de Yellow "um insulto" em como as adições de Red e Blue eram limitadas. Craig Harris, escrevendo para a IGN, elogiou a mecânica do jogo, dando-o um nota "perfeita".
Por outro lado, Cameron Davis, escrevendo ao GameSpot, descreveu o jogo como um mero lançamento de transição para o Pokémon Gold e Silver, comentando que "os novos desafios são o suficiente para preencher o buraco – mas apenas". Chris Buffa da GameDaily o listou como um dos melhores jogos de Pokémon, comentando que embora fosse uma repetição, havia o suficiente de novo para justificar o jogo. Brad Cook, escrevendo à Allgame, opinou que o jogo seria bom para quem não havia jogado o Gold e Silver, mas desinteressante caso contrário. Steve Boxer de The Daily Telegraph comentou que enquanto ele tinha boas mecânica de jogo, foi travado pela falta de recursos. Ele descreveu as ações da Nintendo como avarentas, comentando que Yellow "marca o ponto em que o Pokémon deixa de se tornar um jogo e se torna um exercício de marketing/que satisfaz a obsessão".
Pokémon Yellow recebeu duas nomeações para "Jogo do Ano" e "Jogo para Console do Ano" durante o 3º Prêmio Anual AIAS Interactive Achievement Awards (agora conhecido como Prêmio DICE).

### Vendas
Pokémon Yellow é considerado um sucesso comercial. Antes de seu lançamento, a Nintendo antecipou que iria render $75 milhões na temporada de férias de 1999. O pacote de Pokémon Yellow em Game Boy Color foi previsto para ser o segundo brinquedo mais popular da temporada de férias. O executivo da Nintendo, George Harrison, previu que as vendas de Yellow ultrapassariam os 3 milhões em vendas, e também ultrapassaria Donkey Kong 64 no processo, outro título previsto para vender bem pela Nintendo. Na América do Norte o jogo teve cerca de 150 000 pré-ordens. Foi o segundo jogo mais vendido no lançamento e reivindicou o primeiro lugar em uma semana depois. Durante dezembro, o Yellow foi superado por Donkey Kong 64 e Gran Turismo 2 em vendas. O cartucho padrão vendeu 600 000 cópias no lançamento na primeira semana e mais de um milhão na semana seguinte, tornando-se o jogo portátil mais vendido rapidamente de todos os tempos quando foi lançado. Yellow também foi o título Pokémon de venda mais rápida no Reino Unido. Pokémon: The First Movie, um filme lançado na mesma época que Yellow, esperava-se que desse um impulso às vendas. Um porta-voz da Nintendo atribuiu a grande quantidade de vendas do Game Boy Color no natal de 1999 ao sucesso do jogo.
Gwenn Friss do Cape Cod Times chamou-o de um dos itens mais quentes da temporada de natal de 1999, comparando-o aos brinquedos populares de natal de anos anteriores, como Furby e Tickle Me Elmo. Thomas Content, escrevendo ao USA Today, reitera a afirmação. Ele acrescentou que, juntamente com Red e Blue, foram responsáveis pelo aumento das vendas de Game Boy de 3,5 milhões em 1998 para 8 milhões em 1999. The Idaho Statesman chamou-a "mais quente novo título para o Game Boy Color". Yellow foi o terceiro jogo eletrônico mais vendido na América do Norte em 1999, com os outros quatro lugares ocupados por outros títulos Pokémon. A demanda por Yellow fez com que a Target emitisse um pedido de desculpas por não ser capaz de atender à "demanda sem precedentes". Uma pesquisa realizada pela CNET também descobriu que nenhuma das lojas que contatou tinha Yellow em estoque. Um porta-voz da FuncoLand atribuiu uma queda nas vendas à escassez de Game Boy Color e Pokémon Yellow.

## Legado

### Recriações
Pokémon: Let's Go, Pikachu! (ポケットモンスター Let's Go! ピカチュウ, Poketto Monsutā Let's GO! Pikachū) e Pokémon: Let's Go, Eevee! (ポケットモンスター Let's Go! イーブイ, Poketto Monsutā Let's GO! Ībui) são recriações aprimorados de Pokémon Yellow Version, lançado em novembro de 2018 para o Nintendo Switch. Eles eram voltados para os novatos na série Pokémon e incorporam a mecânica do Pokémon GO. Os jogos acontecem na região de Kanto e incluem apenas os 151 Pokémon originais da primeira geração de Pokémon. A capacidade do Pokémon de acompanhar o protagonista no mundo superior retorna, um recurso visto pela última vez em Pokémon HeartGold e SoulSilver no Nintendo DS. No entanto, enquanto apenas um Pokémon poderia ser escolhido para seguir o protagonista anteriormente, eles também serão acompanhados pelo inicial Pikachu ou Eevee em Let's Go, Pikachu! ou Let's Go, Eevee!, respectivamente.
Eles combinaram vendas globais de mais de 13 milhões de cópias.